# Витязь (нефть)
«Витязь» — сорт (марка) сырой нефти, добываемая на Сахалине. Эта лёгкая малосернистая нефть похожа по качеству на лёгкую сырую нефть из Омана. Нефть сорта «Витязь» получила название от производственно-добывающего комплекса «Витязь», в рамках которого на первом этапе проекта «Сахалин-2» велась добыча этого сорта нефти. В настоящее время нефть сорта «Витязь», добываемая с платформы «Моликпак», поступает по Транссахалинской трубопроводной системе непосредственно на терминал отгрузки нефти, расположенный на юге острова Сахалин.
Параметры 41 градус API, 0.18% серы.
Стоимость нефти марки Vityaz привязана к третьей по котируемости нефти в мире Dubai Crude.
В 2010-2015 годах добыто 47 млн тонн нефти этой сахалинской марки, поставлялась через порт Пригородное в Японию (33,9%), Южную Корею (33,6%), Китай (24,8%), Тайвань (1,6%), Филиппины (1,6%) и США (1,5%).
В 2015 году на основе марки создан новый сорт российской нефти Sakhalin Blend, который является смесью нефти сорта Vityaz с газовым конденсатом с Киринского газоконденсатного месторождения, и предполагает получение большего количества бензина и дизельного топлива.